# Калцијум хлорид
Калцијум хлорид (CaCl2) је неорганско, јонско једињење калцијума и хлора. Веома је растворљиво у води. Ово је со, чврста на собној температури. Добија се директно из руде, али се велике количине овога једињења добијају и Солвејевим поступком. Ово је јако хигроскопно једињење. Гради ди, тетра и хексахидрате.
Калцијум хлорид се често среће као хидратисана чврста супстанца са општом формулом , где је x  = 0, 1, 2, 4 и 6. Ова једињења се углавном користе за одлеђивање и контролу прашине. Будући да је безводна сол хигроскопна, користи се као средство за сушење.

## Хемијске особине
Калцијум хлорид може да служи као донор јона калцијума у растворима пошто су многа једињења калцијума нерастворљива у води:
3 2() + 2 34 → 3(4)2 + 6 
Из отопљеног CaCl2 се може путем електролизе добити метални калцијум:
2() → Ca() + Cl2()

## Примена
Калцијум хлорид се користи:
- у медицини као средство при недостатку калцијума
- за дехидратацију гасова
- за добијање различитих једињења калцијума
- за уклањање трагова воде из органских супстанци
- заједно са натријум хлоридом као средство за спречавање стварања леда на путевима

## Припрема
У већем делу света калцијум хлорид се добија из кречњака као нуспроизвод Солвејевog поступка, који следи ову нето реакцију:
Северноамеричка потрошња у 2002. години износила је 1.529.000 тона (3,37 милијарди фунти).
У САД се већина калцијум хлорида добија пречишћавањем из слане воде.
Као и код већине ринфузних производа од соли, обично се јављају трагови осталих катјона алкалних метала и земноалкалних метала (групе 1 и 2) и других анјона из халогена (група 17), али концентрације су незнатне.
Појава

### Појава
Калцијум хлорид се јавља у виду ретких евапоритних минерала сињарита (дихидрат) и антарктицит (хексахидрат). Још један познати природни хидрат је гијарајит - тетрахидрат. Сродни минерали хлорокалцит (калијум калцијум хлорид) и тахихидрит (калцијум магнезијум хлорид) су такође врло ретки. То важи и за рорисит, CaClF (калцијум хлорид флуорид).

## Хазарди
Иако није токсичан у малим количинама када је влажан, изразито хигроскопна својства нехидратисане соли представљају извесну опасност. Калцијум хлорид може деловати надражујуће исушивањем влажне коже. Чврсти калцијум хлорид се егзотермно раствара, а опекотине се могу јавити и усној шупљини и једњаку ако се прогутају. Гутање концентрованих раствора или чврстих производа може проузроковати гастроинтестиналну иритацију или стварање чирева.
Конзумација калцијум хлорида може довести до хиперкалцемије.